# رودينيلسون سيلفا
رودينيلسون غوميز بريتو سيلفا (بالبرتغالية: Rudinilson Silva‏) (مواليد 20 أغسطس 1994) هو لاعب كرة قدم من غينيا بيساو، يلعب في مركز المدافع.

## روابط خارجية
- رودينيلسون سيلفا على موقع قاعدة بيانات كرة القدم.إي يو (الإنجليزية)
- رودينيلسون سيلفا على موقع ناشيونال فوتبول تيمز (الإنجليزية)
- رودينيلسون سيلفا على موقع Soccerway.com (الإنجليزية)